# معركة مطار عدن (2015)
معركة مطار عدن الدولي اندلعت في ساعات الصباح الأولى من 19 مارس 2015، عندما هاجمت قوات مؤيدة لعلي عبد الله صالح مطار عدن الدولي،  واشتبكت مع قوات عسكرية يقودها وزير الدفاع محمود الصبيحي مسنودة بمسلحين قبليين مواليين للرئيس عبد ربه منصور هادي.

## خلفية
تحالف علي عبد الله صالح، الذي أطيح به من السلطة عام 2011 بعد ثورة الشباب اليمنية، مع حوثيون في تمردهم ضد حكومة نائبه سابقاً وخلفه في الرئاسة عبد ربه منصور هادي. وبعد انقلاب اليمن 2014 في صنعاء ظل الرئيس هادي ورئيس الوزراء قيد الإقامة الجبرية التي فرضها مسلحون حوثيون منذ استقالته، واستطاع هادي الفرار من الإقامة الجبرية، وأتجه إلى عدن في 21 فبراير،  وتبعه وزير دفاعه اللواء محمود الصبيحي، وقال علي عبد الله صالح أن هادي ليس لديه الا منفذ وحيد للهروب وهو جيبوتي.
واندلعت اشتباكات عندما حاول هادي في 3 مارس 2014 إقالة العميد عبد الحافظ السقاف الموالي لعلي عبد الله صالح. وتعيين العميد ثابت جواس بديلاً عنه قائد لفرع القوات الخاصة في عدن، التي يتراوح عدد أفرادها بين 1500 و2000 جندي، ورفض السقاف القرار مما فجر المواجهة.

## تطورات

### الهجوم على المطار
اقتحمت السقاف قوات الأمن الخاصة في المطار في وقت مبكر من صباح يوم 19 مارس،  بدعوى أنها من المباني المحيطة بها. وتم أجلاء نحو 100 راكب على رحلة الخطوط الجوية اليمنية إلى ميناء القاهرة الجوي، وأسفرت الاشتباكات وتطاير القذائف عن مقتل أربعة أشخاص على الأقل وإصابة أكثر من عشرة آخرين. وقتل 3 جنود من المواليين لصالح في الاشتباكات وتم أسر عشرة آخرين، ولحقت أضرار في الطائرة الرئاسية بوينغ 747، واستمر القتال حوالي أربع ساعات، وفي نهاية المطاف استعادت قوات برية من المنطقة العسكرية الرابعة السيطرة على مطار عدن،

### الهجوم على معسكر الصولبان
بعد الدفاع عن المطار، هاجمت قوات الجيش بقيادة وزير الدفاع محمود الصبيحي «معسكر الصولبان» (معسكر قوات الأمن الخاصة) المجاور للمطار في منطقة خور مكسر. وبعد ضربه بالمدفعية اقتحمت وحدات من الجيش والقبليين المواليين لهادي في فترة ما بعد الظهر وأحكمت السيطرة عليه  وتداولت مصادر اعلامية عن استسلام السقاف وتسليم نفسه لمحافظ محافظة لحج، وتم القبض على العديد من جنود قوات الأمن الخاصة.
وعلى الرغم من أنتشار الجيش والشرطة والوحدات الموالية للرئيس هادي في شوارع عدن والمناطق الرئيسية، كانت القوات الموالية لصالح قد نجحت في السيطرة على مبنى المجلس المحلي.

## تبعات المعركة

### قصف قصر الرئيس
في حركة انتقامية لسقوط معسكر الصولبان، تحركت طائرة حربية من قاعدة الديلمي الجوية بصنعاء التي يسيطر عليها الحوثيون. وقصفت القصر الجمهوري «قصر المعاشيق» الذي يقيم فيه الرئيس هادي. وردت الأسلحة المضادة للطائرات على القصف، وشوهدت أعمدة الدخان تتصاعد من القصر، ولم تتمكن الطائرة من العودة والقصف مرة أخرى بسبب مقاومة مضادات الطيران  ولم يكن الرئيس هادي في القصر وقت الهجوم.
وحلقت طائرات مجهولة الهوية بالقرب من القصر الرئاسي في 21 مارس واضطرت للتراجع تحت مقاومة نيران مضادة للطائرات.
وفي 25 مارس 2015 شنت طائرتين من نوع سوخوي سو-17 أقلعت من قاعدة الديلمي الجوية هجوماً على مقر إقامة الرئيس اليمني عبد ربه منصور هادي في حي المعاشيق بعدن، وذلك في تصرف للقوات الجوية للمرة الثالثة خلال أسبوع ضد رئيس الجمهورية المعترف به دولياً.

### محاولة اغتيال السقاف
في طريقة إلى لحج تعرض السقاف لاطلاق نار، وقتل حارسه الشخصي وأصيب ثلاثة آخرون عندما انقلبت مركبتهما.

### اندلاع الحرب الأهلية
بعد يومين من المعركة في المطار، أعلنت اللجنة الثورية التابعة للحوثي «حالة التعبئة العامة» ضد ما أسموها «العناصر الإرهابية» في جنوب اليمن. وبدأ بذلك هجوم عسكري من قبل مقاتلي الحوثي ووحدات من الجيش الموالي لعلي عبد الله صالح باتجاه عدن، واستولوا على المطار في 25 مارس،  حتى استعادت قوات الرئيس هادي السيطرة عليه في 29 مارس بعد بداية عملية عاصفة الحزم بقيادة المملكة العربية السعودية.

## احداث مصاحبة
شهدت صنعاء في يوم الجمعة 20 مارس تفجيرات انتحارية استهدفت مسجدين يرتادهما الحوثيون وقتل في التفجيرات ما لا يقل عن 140 شخصاً ومئات المصابين.
وبسبب تردي الاوضاع الأمنية أجلت أمريكا نحو 100 جندي كانوا متواجدين في قاعدة العند الجوية بمحافظة لحج في 21 مارس، وسط تقارير عن فرار المئات من معتقلي تنظيم «القاعدة»، من السجن المركزي بعدن، وارتكاب مذبحة بمدينة الحوطة راح ضحيتها أكثر من 20 ضابطاً وجندياً قتلوا في هجوم شنه مسلحون يعتقد أنهم من تنظيم «القاعدة» وتشهد محافظة لحج فراغاً أمنياً كبيراً، حيث طالت عمليات النهب عدداً من البنوك والمعسكرات التي سلمت لهم دون مقاومة.